# Karl von Czoernig-Czernhausen
Karl Freiherr von Czoernig-Czernhausen, född 5 maj 1804 i Tschernhausen, Böhmen, död 5 oktober 1889 i Görz, var en österrikisk statistiker.
Czoernig blev 1841 direktör vid administrativ-statistiska byrån i Wien och 1850 avdelningschef i handelsministeriet samt var 1863–65 president i den av honom organiserade statistiska centralkommissionen. År 1866 drog han sig tillbaka till privatlivet; 1852 hade han erhållit friherrlig värdighet.
Czoernig gjorde sig högt förtjänt om den österrikiska statens allmänna administrativa organisation – han organiserade bland annat 1853–63 centralkommissionen för offentliga byggnader och ledde 1853–59 de österrikiska statsjärnvägarnas förvaltning – samt i synnerhet om Österrikes offentliga statistik. Viktigast av hans statistiska arbeten är hans Ethnographie der österreichischen Monarchie (nio kartblad och tre band text, 1855–57). Han utgav därjämte bland annat Österreichs Neugestaltung von 1848–1858 (1858).